# 존 글래저

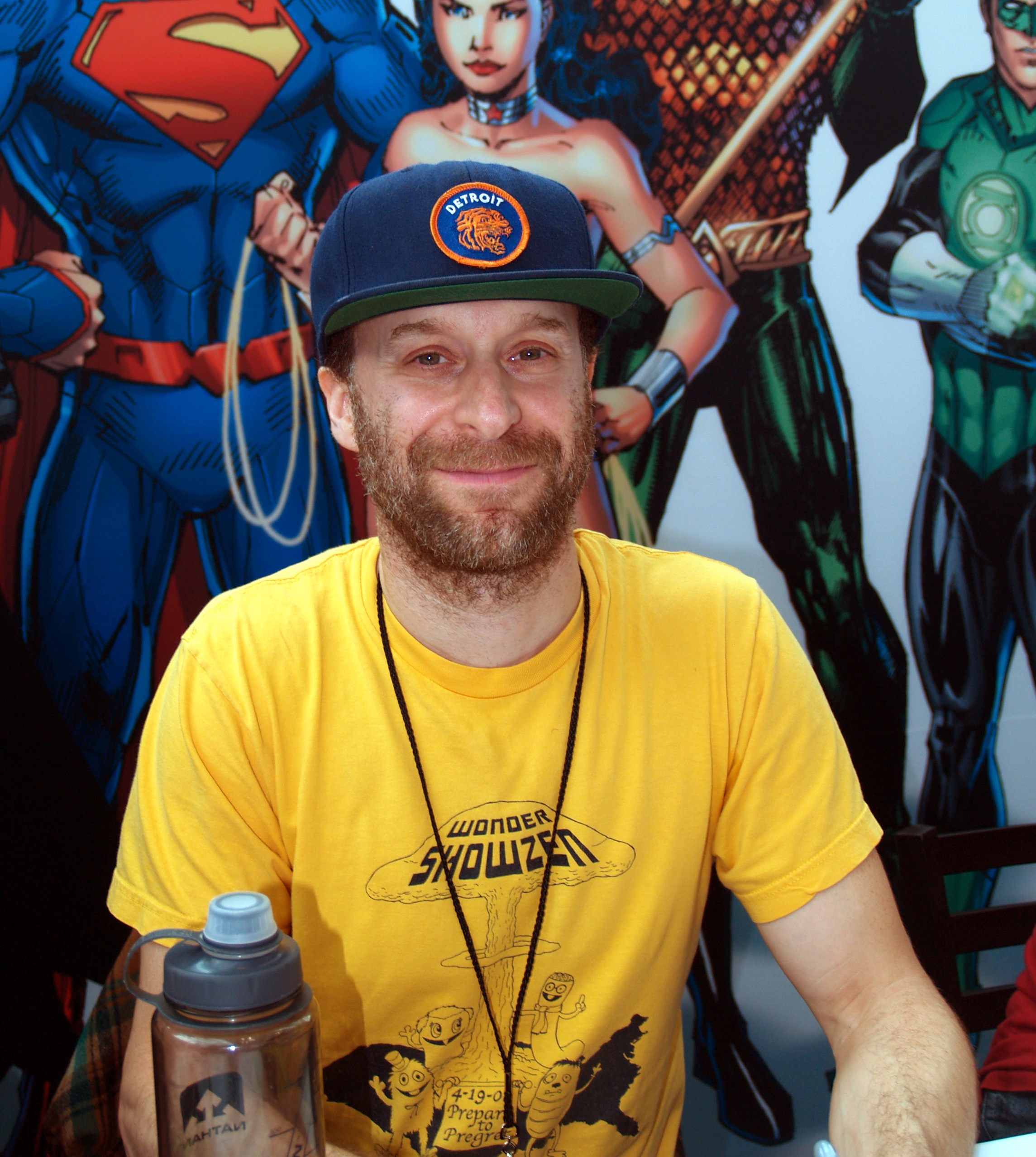
2015년 뉴욕 코믹콘에서

존 글레이저(Jonathan Daniel Glaser, 영어 발음: /ˈgleɪzər/, 1968년 6월 20일 ~ )는 미국의 배우, 각본가, 텔레비전 감독이다.
시카고에서 태어났다.

## 출연 작품

### 영화
- 스쿨 포 스카운드럴 (2006)
- 비카인드 리와인드 (2007)
- 베이비 마마 (2008)
- 록커 (2008) - 빌리 역
- 더티 파티 (2014, Search Party) - 마티 역
- 나를 미치게 하는 여자 (2015) - 슐츠 역

### 텔레비전
- 아쿠아 틴 헝거 포스 (2003)